# Wu Mali

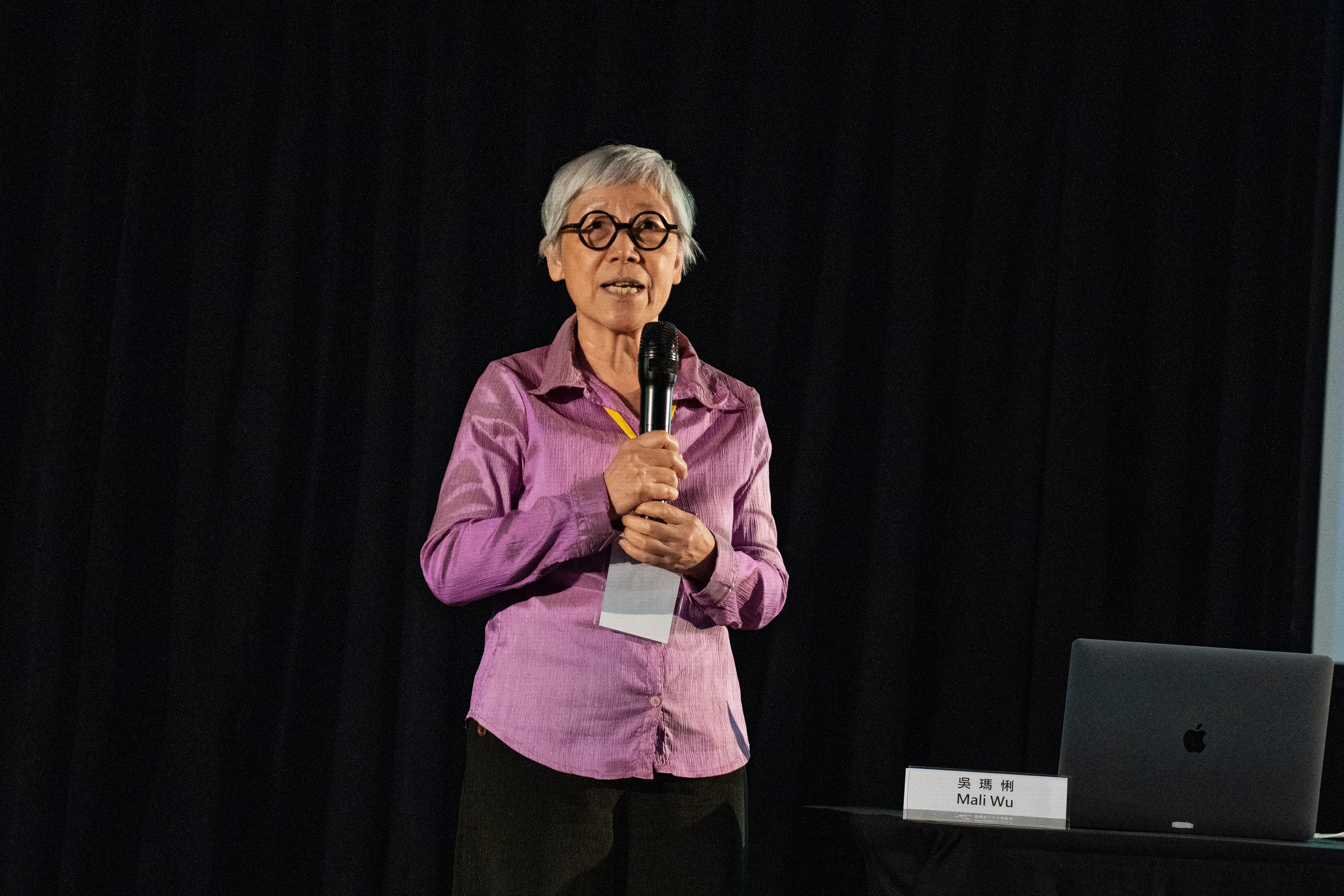
Wu Mali

Wu Mali (Taipei, 1957), é uma artista visual, educadora, tradutora, curadora e ambientalista de Taiwan que trabalha com instalações de arte através de uma prática socialmente engajada e com a participação do público.

## Carreira
Wu Mali é bacharel em Língua e Cultura Germânica, pela Universidade de Tamkang, em Taipei em 1979. É mestre em escultura pela Academia de Artes da Cidade de Dusseldorf, na Alemanha, onde viveu até 1985 quando retorna a Taiwan e começa a produzir objetos e instalações de cunho participativo. Durante os anos 1990,e após o processo de redemocratização de Taiwan, através de seu trabalho artístico, a artista passa a revisar discursos tradicionais em arte e se envolve em movimentos feministas de Taiwan.
Em 1995 apresenta seu trabalho na 46 edição da Bienal de Veneza com a instalação Biblioteca, na qual livros de vidros eram expostos em prateleiras de metal. Já em 1997, a artista produz o trabalho Epitáfio, onde relembra os conflitos durante a chegada de chineses em Taiwan após a Segunda Guerra Mundial a partir da perspectiva de mulheres artistas, como é o caso da autora e cineasta Ran Mei-su.
Dos anos 2000 em diante, a artista tem apresentado projetos de conscietização ambiental como Arte como Meio Ambiente: Uma Ação Cultural, em conjunto com o Bamboo Curtain Studio. No projeto Awake in Your Skin, produzido entre 2000 e 2004 com a colaboração do coletivo feminista Taipei Awakening Association. Na experiência By the River, on the River, of the River, Wu Mali trabalhou em conjunto com universidades comunitarias para estudar o curso dos rios que cruzam Taipei.
Em 2018 Wu Mali foi apontada como cocuradora da Bienal de Taipei. Atualmente é professora do Instituto de Pós Graduação em Arte Interdisciplinar na Universidade Nacional Kaohsiung Normal, em Taiwan.

## Presença em exposições internacionais
- 2012 9° Bienal de Xangai, China
- 2008 6° Bienal de Taipei, Taiwan
- 2005 3° Trienal de Arte Asiática de Fukuoka, Japão
- 1999 3° Trienal de Arte Contemporânea da Ásia e do Pacífico, Queensland, Austrália
- 1998 1° Bienal de Taipei, Taiwan
- 1997 47° Bienal de Veneza, Itália
- 1995 46° Bienal de Veneza, Itália[8]

## Prêmios
Em 2019, a artista alcançou a premiação Visible Award, da Fondazione Zegna.
Em 2016, Wu Mali foi agraciada com o Prêmio Nacional de Artes de Taiwan.
E em 2013, recebeu o Prêmio de Artes Taishin.